# Bruno Monti (ciclista)
Bruno Monti (Albano Laziale, 12 giugno 1930 – Albano Laziale, 16 agosto 2011) è stato un ciclista su strada italiano.
Professionista dal 1953 al 1961, vinse tre tappe al Giro d'Italia, vestendo la maglia rosa per due giorni.

## Carriera
Dotato di buone caratteristiche da passista, da dilettante partecipò ai Giochi olimpici di Helsinki 1952, concludendo quindicesimo nella prova in linea, e vinse il Piccolo Giro di Lombardia 1952. Nel 1953, all'esordio tra i professionisti, si mise in luce vincendo alcune prove del Trofeo dell'U.V.I., il campionato nazionale indipendenti, e soprattutto due tappe al Giro d'Italia di quell'anno.
Nel corso degli anni cinquanta seppe ottenere un buon numero di risultati, vestendo per due giorni la maglia rosa al Giro d'Italia 1955 e facendo suoi due Giri dell'Emilia consecutivi, nel 1956 e 1957. Ottenne numerosi piazzamenti nelle gare italiane, tra cui spiccano il secondo posto al Giro di Lombardia 1957 e l'ottavo al Giro d'Italia 1956; il suo massimo lo diede però nella Roma-Napoli-Roma: di questa corsa vinse due edizioni, nel 1954 e nel 1955, e cinque tappe, arrivò inoltre terzo nel 1953 e secondo in graduatoria nel 1956. Ottenne vittorie di tappa anche all'estero, al Tour de Romandie e al Tour de Suisse.
In maglia azzurra prese parte a due campionati del mondo per professionisti, nel 1954 e nel 1955 (in cui concluse decimo).

## Palmarès
- 1952 (dilettanti)

2ª tappa Giro di Puglia e Lucania
5ª tappa Giro di Puglia e Lucania
Piccolo Giro di Lombardia
- 1953 (Arbos, otto vittorie)

Giro della Valle del Crati
Gran Premio Ponte Valleceppi
Coppa Valle del Metauro
1ª tappa Brighton-Newcastle (Londra > Great Yarmouth)
5ª tappa, 2ª semitappa Roma-Napoli-Roma (Latina > Roma)
17ª tappa Giro d'Italia (Riva del Garda > Vicenza)
18ª tappa Giro d'Italia (Vicenza > Auronzo di Cadore)
Campionati italiani, Prova in linea Indipendenti
- 1954 (Arbos, quattro vittorie)

1ª tappa, 3ª semitappa Roma-Napoli-Roma (L'Aquila/(Inseguimento)
2ª tappa, 2ª semitappa Roma-Napoli-Roma (Avezzano > Caserta)
Classifica generale Roma-Napoli-Roma
1ª tappa Tour de Suisse (Zurigo > Winterthur)
- 1955 (Atala-Pirelli & Lygie, quattro vittorie)

1ª tappa Gran Premio Ciclomotoristico (Roma > Caserta)
2ª tappa, 2ª semitappa Gran Premio Ciclomotoristico (Foggia > Bari)
Classifica generale Gran Premio Ciclomotoristico
2ª tappa Tour de Romandie (Ginevra > Sainte-Croix)
- 1956 (Atala-Pirelli & Arrow, due vittorie)

Giro dell'Emilia
3ª tappa, 1ª semitappa Tour de Romandie (Le Locle > Bassecourt)
- 1957 (Atala-Pirelli, tre vittorie)

Giro dell'Emilia
13ª tappa Giro d'Italia (Forte dei Marmi > Genova)
4ª tappa Tour de Romandie (Martigny > Losanna)

## Piazzamenti

### Grandi Giri
- Giro d'Italia

1953: 23º
1954: 17º
1955: 12º
1956: 8º
1957: 39º
1959: 49º
- Tour de France

1955: 23º
1956: 23º

### Classiche monumento
- Milano-Sanremo

1950: 13º
1953: 60º
1954: 13º
1955: 10º
1957: 74º
1958: 10º
1959: 18º
1960: 63º
- Parigi-Roubaix

1956: 12º
- Giro di Lombardia

1953: 9º
1954: 31º
1955: 11º
1956: 5º
1957: 2º
1958: 59º
1959: 21º

### Competizioni mondiali
- Campionati del mondo

Solingen 1954 - In linea: ritirato
Frascati 1955 - In linea: 10º
- Giochi olimpici

Helsinki 1952 - In linea: 15º